# Ansaldo da Mare
Pour les articles homonymes, voir Ansaldo (homonymie).
Ansaldo da Mare (né vers 1175 à Gênes, mort en 1254 à Gênes), est grand amiral des empereurs Henri VI puis Frédéric II.
Fils du consul de Gênes Angelenius da Mare, il fait ainsi partie des "fuorusciti" génois en conflit avec leur cité, cette dernière étant à son époque du parti guelfe.

## Biographie
En 1229, Ansaldo fut amené à conduire sur les rivages de la Terre sainte Frédéric II qui dirigeait la 6e croisade. Les Croisés s'emparèrent de Jérusalem et l'empereur fut couronné roi de Jérusalem.
Durant le conflit entre le Pape Grégoire IX et l'empereur, il devint un fuoruscito de sa cité de Gênes, cette dernière étant alors dirigée par le parti guelfe.
En 1241, dans l'objectif d'intercepter une flotte transportant de nombreux cardinaux souhaitant rejoindre un concile du Pape hostile à Frédéric II, Ansaldo commanda au côté d'Enzo la flotte gibeline lors de la bataille du Giglio. Ils offrent une grande victoire au parti gibelin dans sa lutte contre celui des guelfes.
De retour sur ses terres dans la région de Rogliano, Ansaldo n'eut de cesse d'agrandir ses possessions dans le Cap-Corse.
En 1246, il acheta la seigneurie de San Colombano (Rogliano) à Agostino Peverelli pour 4000 livres génoises, puis les châteaux de Motti (à Luri), d'Oveglia (à Cagnano) et de Minerbio à Sozzo Peverelli et à son fils Giacomo.
En 1249, il obtint d'Aldovrando del Campo, de Luri, la cession de ses droits sur une partie de ses possessions (à Luri et Rogliano). La même année, il battit les seigneurs Avogari à Barrettali, leur confisquant leurs possessions septentrionales.
En 1252, il achète enfin à Oberto Avogari ses droits sur Santa Maria della Chjapella (partie nord de Rogliano) pour 2000 livres et installe sa capitale à Rogliano.
Dans les dernières années de sa vie, grâce également à l'apaisement des relations entre les Guelfes et les Gibelins génois, Ansaldo put  retourner dans sa cité natale. A sa mort en 1254, il est inhumé dans l'église du couvent San Domenico puis sa dépouille est transférée en 1854 en l'Abbaye Santa Maria della Sanita, sur les hauteurs de Gênes.

## Armes et blason
Ses armoiries personnel seraient : d'or à trois bandes d'azur.

## Descendance et Postérité
Ansaldo eut plusieurs fils, dont : Guglielmo dit Ansaldino, Manuello et Barisone. Quant à son dernier né Alamone dit Enrico (v.1220-ap.1284), amiral génois vainqueur de Pise à la Meloria en 1284. Cette victoire navale permit à Gênes d'assurer son influence sur l'île de Corse et d'anéantir celle de Pise.
Les da Mare allaient régner pendant quatre siècles sur la Seigneurie de San Colombano et ce jusqu'à la mort de Barbara da Mare en 1604, dernière représentante de la dynastie. Gênes en profita pour créer en lieu et place de la Seigneurie la « Provincia del Capo Corso » administrée par un fonctionnaire génois portant le titre de Lieutenant Général du Cap-Corse. Cette situation nouvelle allait perdurer jusqu'à ce que la Corse devienne française en 1769 à la suite de sa conquête.